# Національна центральна бібліотека Тайваню

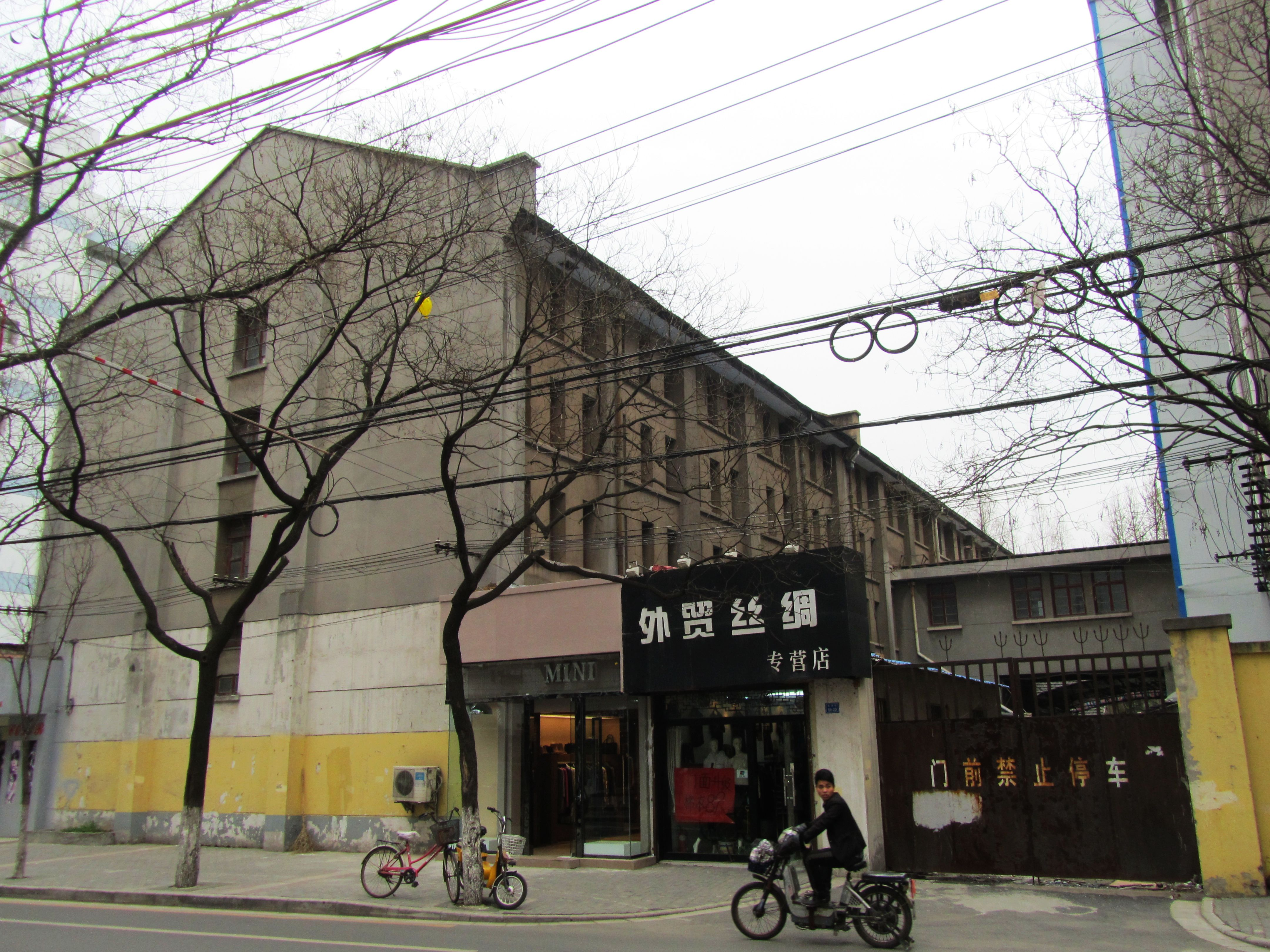
Колишня Національна центральна бібліотека в Нанкін.

Національна центральна бібліотека Тайваню (NCL ; Chinese) — головна наукова бібліотека Тайваню, розташована за адресою: No. 20, Zhongshan S. Rd., Zhongzheng District, Taipei City 10001, Тайвань.

## Місія
Національна центральна бібліотека — єдина національна бібліотека Тайваню. Її місія — купувати, каталогізувати та зберігати національні публікації для урядових, дослідних та суспільних потреб. Колекція рідкісних книг — одна з провідних колекцій китайських старовинних книг та рукописів у світі. Бібліотека також сприяє дослідженням, спонсорує освітню діяльність, забезпечує розвиток бібліотечної справи, здійснює міжнародний обмін та зміцнює співпрацю між вітчизняними та закордонними бібліотеками. Бібліотека також підтримує китаєзнавчі дослідження через афілійований Центр китайських досліджень (CCS). Як дослідницька бібліотека, NCL заохочує співробітників проводити дослідження у спеціалізованих галузях. NCL також співпрацює з видавцями й іншими бібліотеками та залишається провідним центром знань, інформаційних ресурсів та послуг на Тайвані.

## Хронологія історії
- 1933: Заснована в Нанкін, перший директор Чан Фу-Цзун (蔣 復 璁)
- 1938: переїхала до Чунцина.
- 1940-41: «Товариство збереження рідкісних книг» придбало 130 000 рідкісних книг та рукописів для бібліотеки.
- 1949: Переїзд у Тайбей, частина колекції, що залишилася в Нанкіні, пізніше була перейменована в Нанкінську бібліотеку.
- 1954 — відкриття для публіки в Академії Наньхай.
- 1981 — початок спонсорування Ресурсно-інформаційного центру китайських досліджень.
- 1987: Ресурсно-інформаційний центр китаєзнавства перейменовано на Центр китаєзнавства.
- 1988: Відкриття Інформаційно-обчислювальної бібліотеки
- 1996: оприлюднено статут Національної центральної бібліотеки, відбулася внутрішня реорганізація
- 1998: Відділ довідкової служби, Відділ досліджень, Відділ керівництва, Інформаційний відділ.
- 2003: 70-річчя бібліотеки

## Партнерська установа

### Малайзія
- Universiti Tunku Abdul Rahman

## Галерея

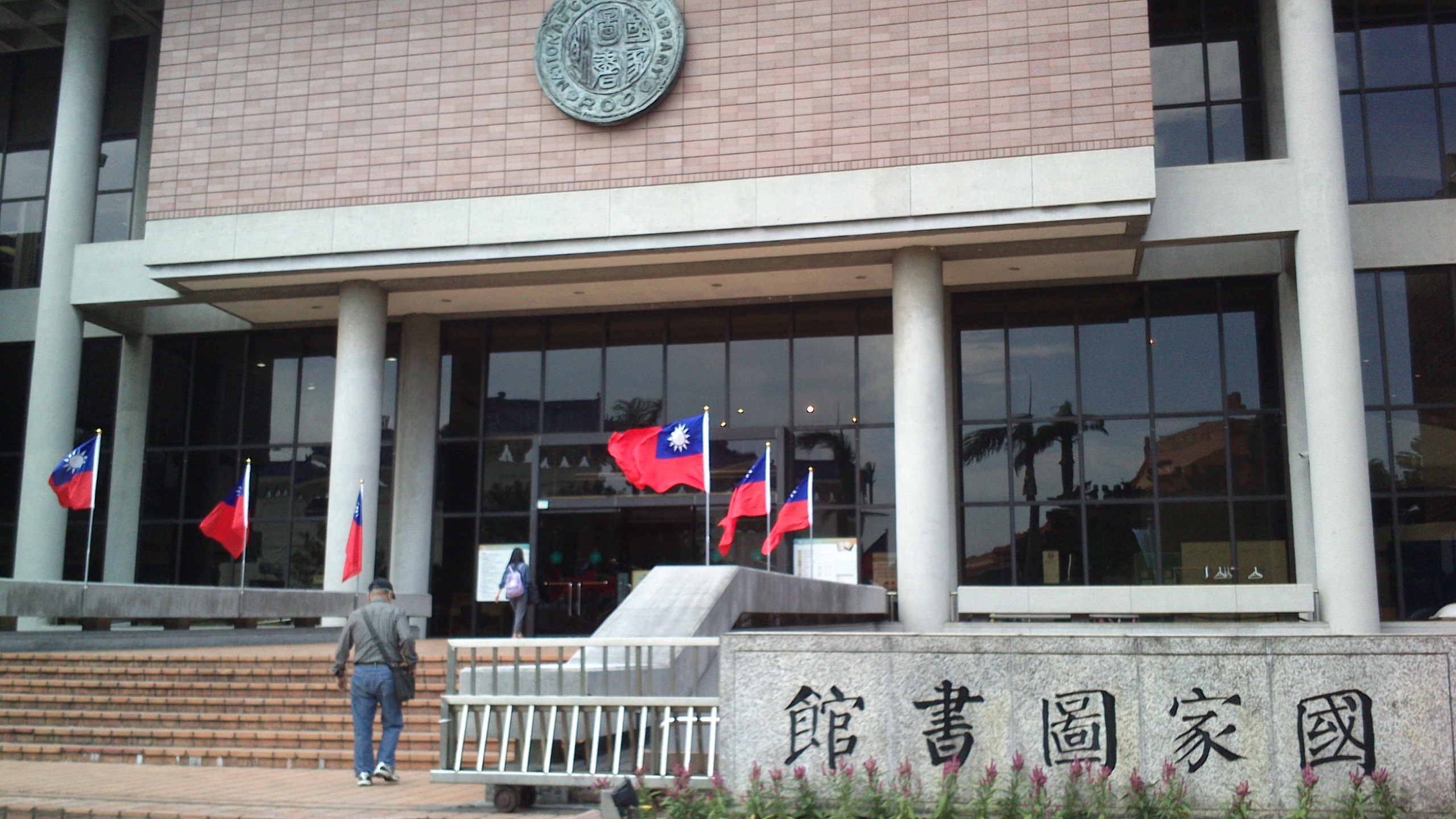
Брама бібліотеки
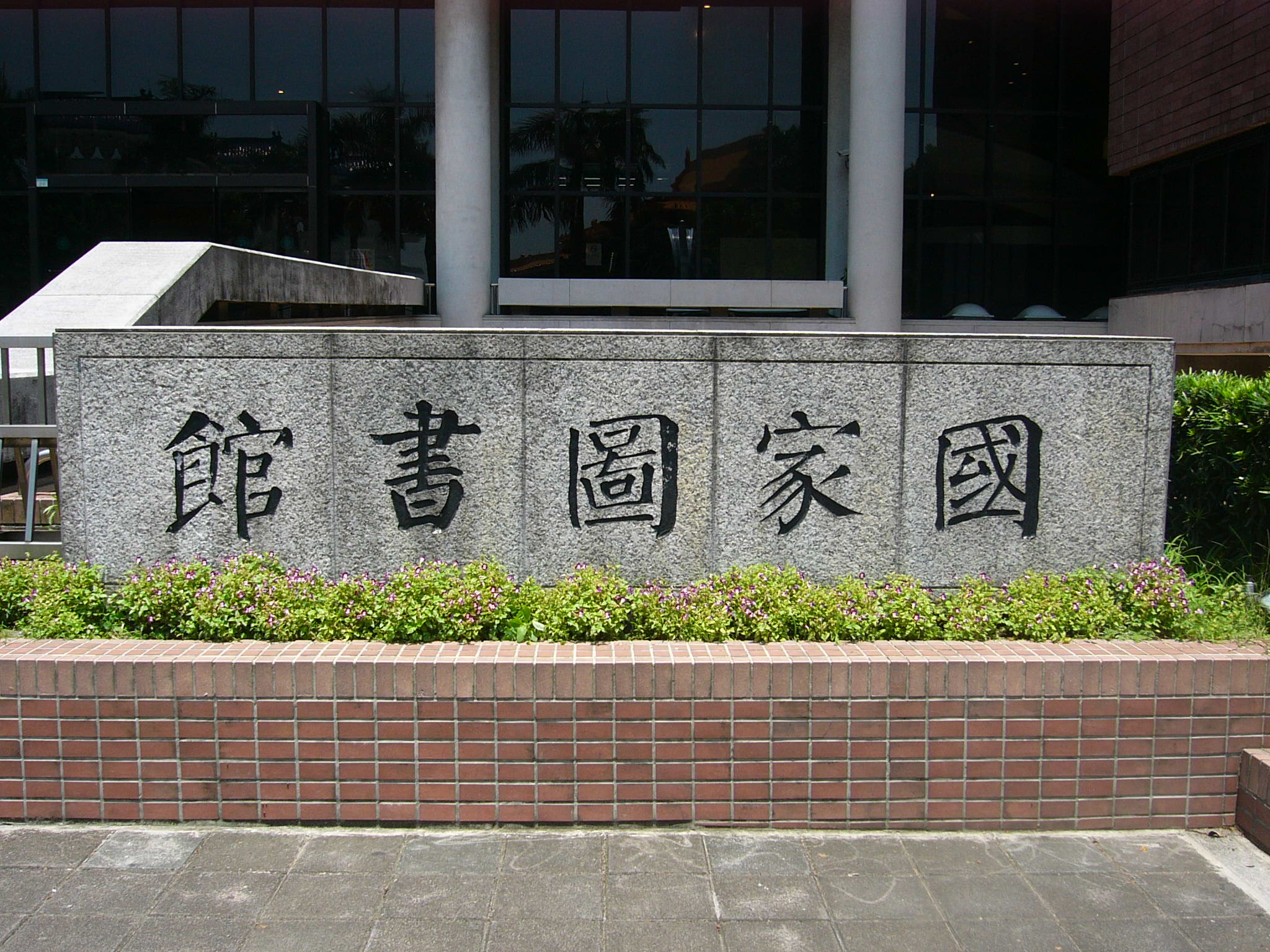
Китайський логотип Національної центральної бібліотеки перед її штаб-квартирою
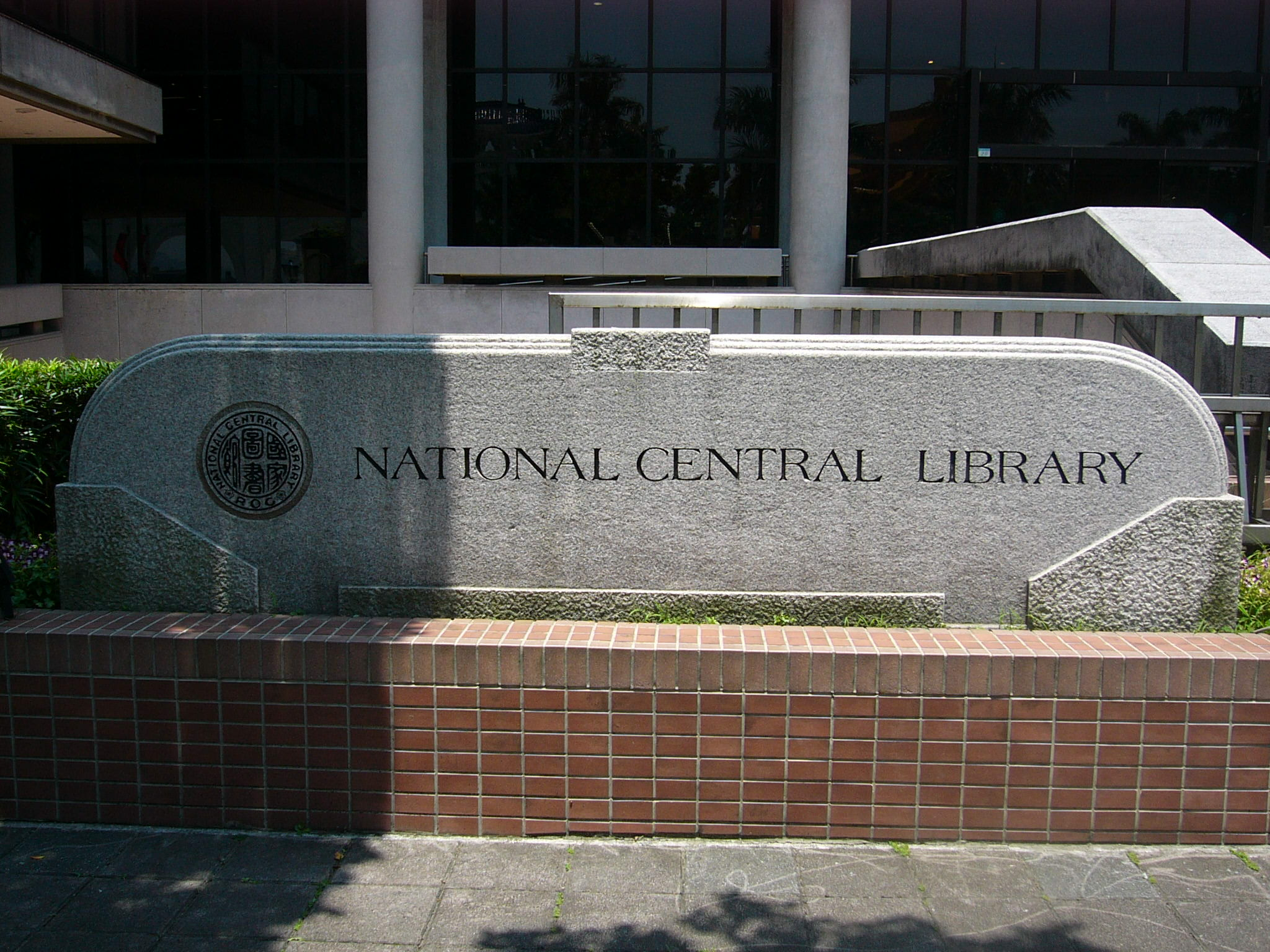
Англійський логотип Національної центральної бібліотеки перед її штаб-квартирою
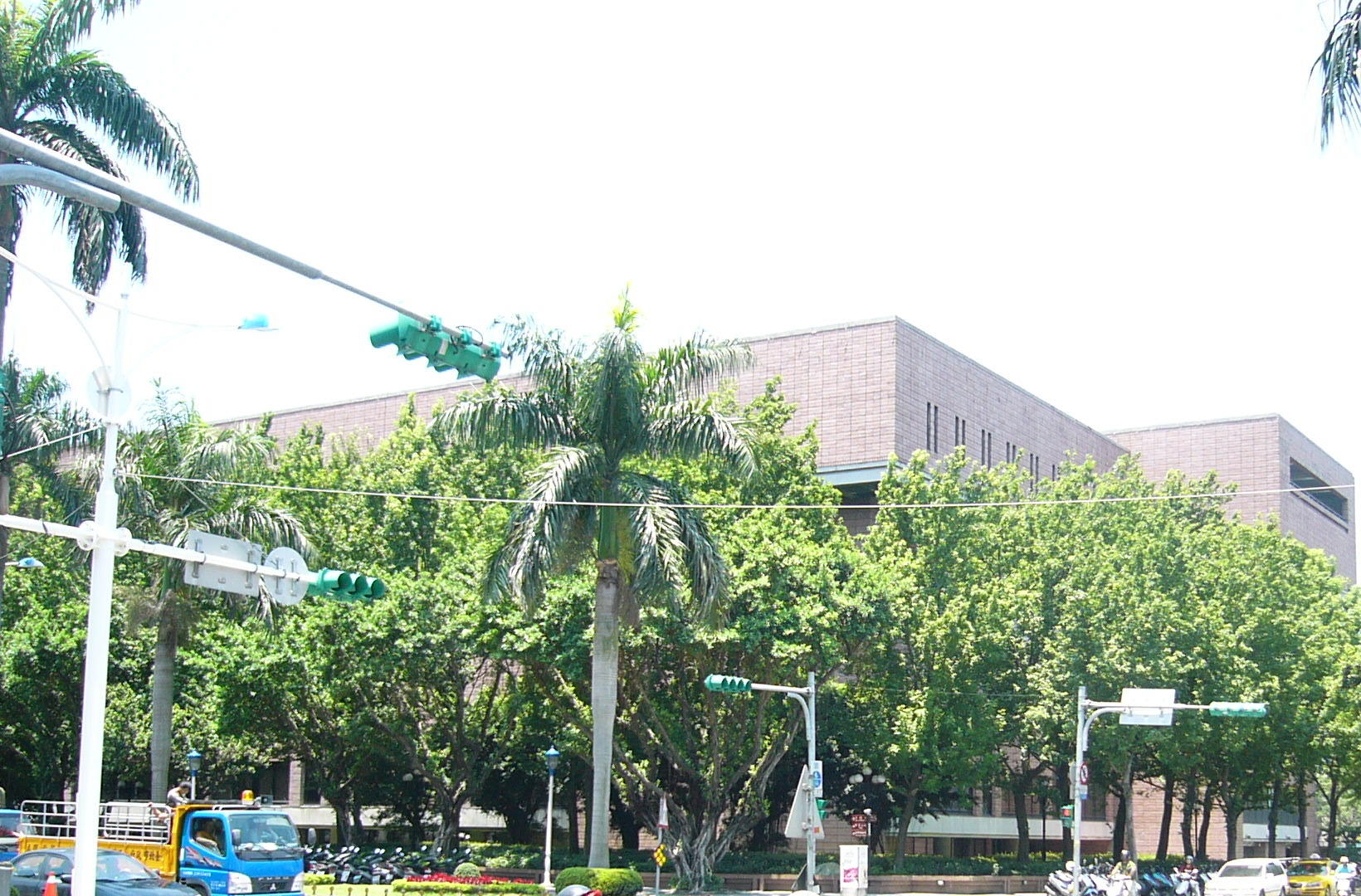
Права сторона штаб-квартири Національної центральної бібліотеки
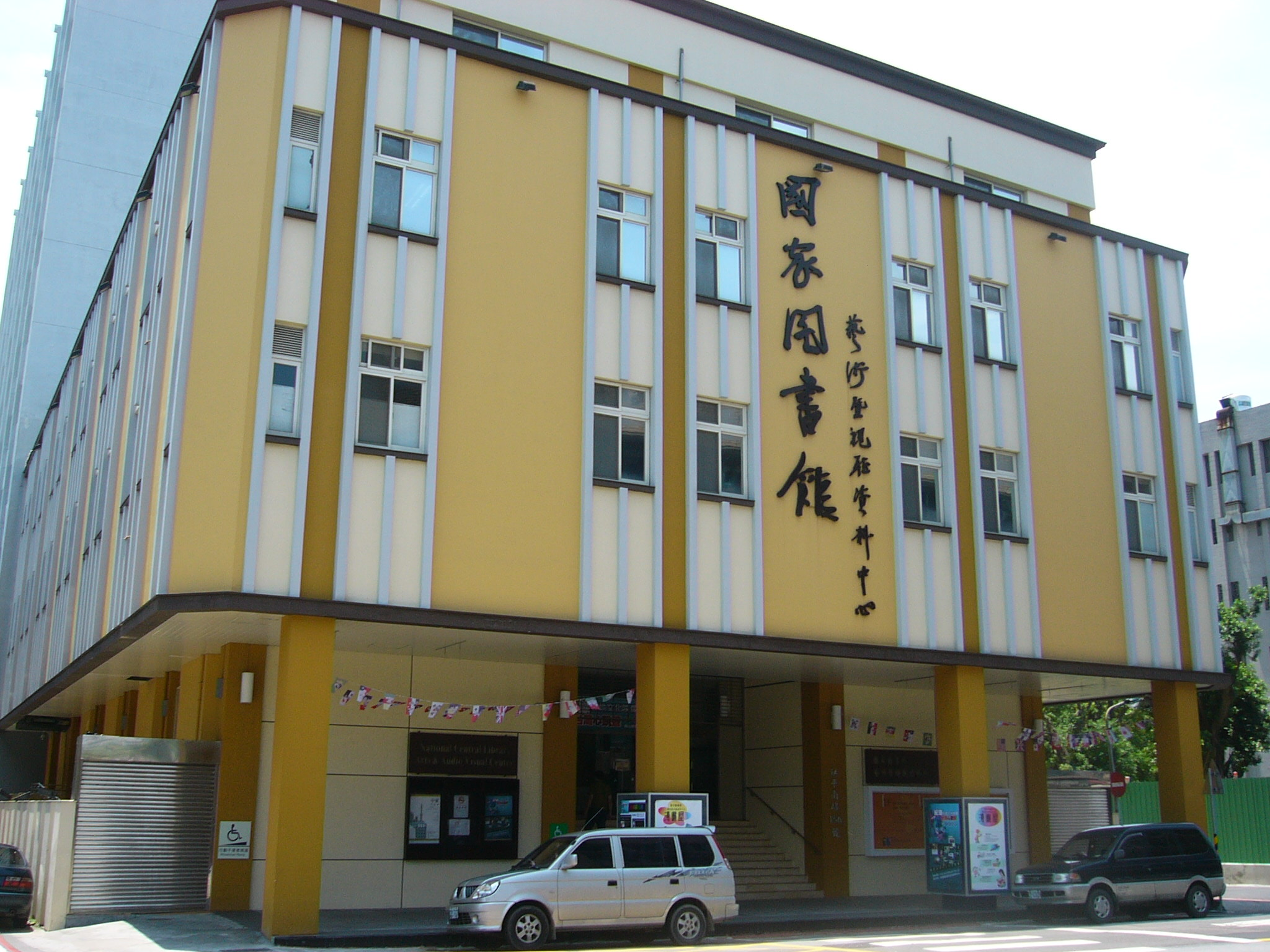
Центр мистецтв та аудіовізуального мистецтва Національної центральної бібліотеки
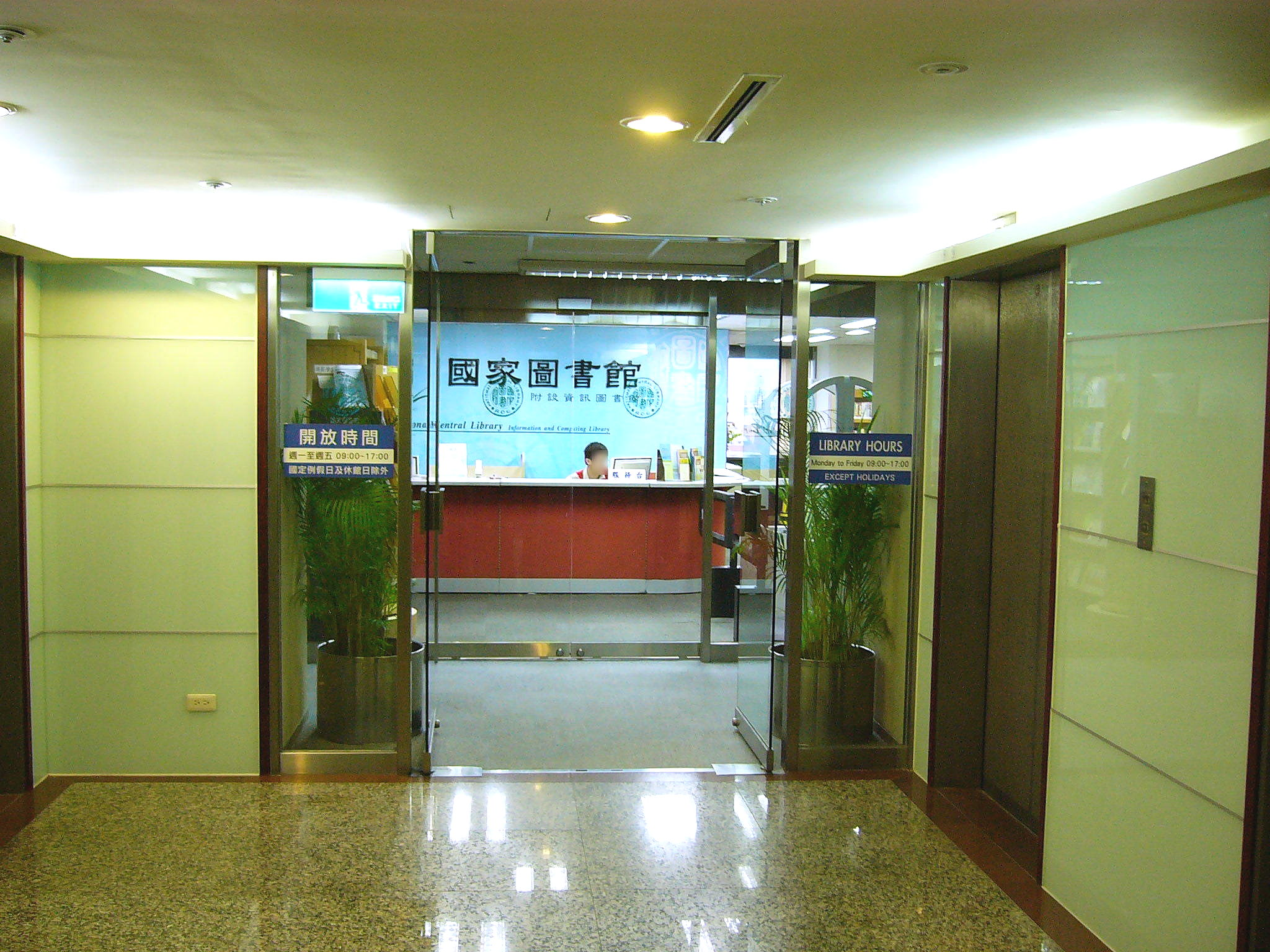
Інформаційно-обчислювальна бібліотека Національної центральної бібліотеки